# Departamento Collón Curá
Das Departamento Collón Curá liegt im Südosten der Provinz Neuquén im Süden Argentiniens und ist eine von 16 Verwaltungseinheiten der Provinz. 
Es grenzt im Norden an die Departamentos Catán Lil und Picún Leufú, im Osten an die Provinz Río Negro, im Südwesten an das Departamento Lácar, im Westen an das Departamento Huiliches und im Nordwesten an das Departamento Zapala. 
Die Hauptstadt des Departamento Collón Curá ist Piedra del Águila.

## Bevölkerung

### Übersicht
Das Ergebnis der Volkszählung 2022 ist noch nicht bekannt. Bei der Volkszählung 2010 war das Geschlechterverhältnis mit 2.303 männlichen und 2.229 weiblichen Einwohnern ausgeglichen mit einem knappen Männerüberhang.
Nach Altersgruppen verteilte sich die Einwohnerschaft auf 1.322 Personen (29,2 %) im Alter von 0 bis 14 Jahren, 2.949 Personen (65,1 %) im Alter von 15 bis 64 Jahren und 261 Personen (5,8 %) von 65 Jahren und mehr.

### Bevölkerungsentwicklung
Das Gebiet ist sehr dünn besiedelt. Die Bevölkerungszahl hat seit 1980 stark zugenommen, wächst aber seit dem Jahr 2001 nur noch langsam. Die Schätzungen des INDEC gehen von einer Bevölkerungszahl von 4.955 Einwohnern per 1. Juli 2022 aus.
| Jahr | 1947  | 1960  | 1970  | 1980  | 1991  | 2001  | 2010  | 2022    |
| Einwohner                                                                                                | 1.931 | 1.500 | 1.541 | 1.951 | 7.865 | 4.395 | 4.532 | k. Ang. |
| Bevölkerungsentwicklung des Departements seit 1947; Quelle: Ergebnisse der Volkszählungen in Argentinien |       |       |       |       |       |       |       |         |

## Städte und Gemeinden
Das Departamento Collón Curá gliedert sich Piedra del Águila (eine Gemeinde zweiter Kategorie), Santo Tomás (eine Comisión de Fomento) und die Kleinsiedlungen (parajes) Bajada Colorada, Villa Pichi Picún Leufú, Villa Rincón Chico, Sañico und San Ignacio.